# 수리가오논어
수리가오논어(Surigaonon)는 북수리가오주, 디나가트 제도주, 남수리가오주, 그리고 북아구산주, 특히 마이니트 호수 근처, 남아구산주, 동다바오주에 살고 있는 수리가오논족들에 의해 말해지는 필리핀의 언어이다. 세부아노어와 관련된 언어 같이 보이지만, 많은 세부아노족이 이 지역에 유입됨으로써 그리고 어떤 세부아노어들이 차용됨으로써 완성되었다. 그러나 대부분의 세부아노족들은 그 지역에 오랫동안 살아왔던 세부아노족들을 제외하고는 수리가오논어를 거의 이해하지 못한다.

## 음운
두마니그(2005)에 따르면, 수리가오논어는 같은 비사야어군에 속하는 세부아노어, 보홀어와 유사한 음운 목록을 가지고 있다.

### 모음
아래는 수리가오논어의 모음 체계이다. (두마니그, 2005):
|        | 전설 | 중설 | 후설 |
| ------ | ---- | ---- | ---- |
| 고모음 | i    |      | u    |
| 중모음 | ɛ    |      | o    |
| 저모음 |      | a    |      |